# Белый Конь (Липецкая область)
Бе́лый Конь — деревня Веселовского сельского поселения Долгоруковского района Липецкой области.

## География
Белый Конь находится в западной части Долгоруковского района, в  20 км к западу от села Долгоруково. Располагается на правом берегу реки Олым, при впадении в неё ручья Ольшанец.

## История
Впервые упоминается в «Экономических примечаниях Елецкого уезда» 1778 года как сельцо Белый Конь на правой стороне Мокрого Ольшанца, 8 дворов, владение князя Ю. В. Долгорукова. В конце XVIII века у помещиков была мода – давать вновь заводимым селениям вычурно-красивые названия. К таким можно отнести и названия селения в Веселовском сельсовете – Весёлая и Белый Конь. Существует легенда о происхождении названия деревни. Где теперь находится Белый Конь, раньше был дремучий лес, где разбойники во главе с Кудеяром «потрошили» купеческие обозы. И лишь спустя много лет купцам удалось поймать «мужицкого князя». Его якобы живьём закопали в яму вместе с белым конём.
В «Списке населённых мест» Орловской губернии 1866 года, упоминается как единый населённый пункт с деревней Весёлая. В единой деревне значится 71 двор и 810 жителей. Также единая с Весёлой деревня Белый Конь упоминается в 1880 году, 114 дворов, 796 жителей, школа.
В начале XX века жители деревни Белый Конь состояли в приходе Троицкой церкви села Новотроицкое.
В 1926 году в деревне числится 54 двора, в которых проживают 318 жителей.
Во время Великой Отечественной войны деревня Белый Конь была временно оккупирована гитлеровцами. 30 ноября 1941 года подразделения 45-й пехотной немецкой дивизии, форсировали реку Олым и заняли несколько рядом расположенных селений, в том числе деревню Белый Конь. 10 декабря в ходе Елецкой наступательной операции Красной армии Белый Конь был освобождён.
До 1920-х годов деревня относилась к Богато-Платовской волости Елецкого уезда Орловской губернии. В 1928 году вошла в состав Долгоруковского района Елецкого округа Центрально-Чернозёмной области. После разделения ЦЧО в 1934 году Долгоруковский район вошёл в состав Воронежской, в 1935 — Курской, а в 1939 году — Орловской области. С 6 января 1954 года в составе Долгоруковского района Липецкой области.

## Население
| 1926 | 2010 |
| ---- | ---- |
| 318  | ↘60  |

## Транспорт
Грунтовыми дорогами Белый Конь связан с деревней Весёлая, селами Сухой Ольшанец и Новотроицкое.